# Stade Engenheiro Carlos Salema
L'Estádio Engenheiro Carlos Salema (en français : Stade de l'ingénieur Carlos Salema), également connu sous le nom de Campo Engenheiro Carlos Salema, et auparavant appelé Não teve, est un stade de football portugais situé à Marvila, un quartier de la ville de Lisbonne, la capitale du pays.
Le stade sert d'enceinte à domicile pour l'équipe du Clube Oriental de Lisboa.

## Histoire
Le stade porte le nom de l'ingénieur Carlos Salema, directeur de la « Fábrica dos Fósforos » locale dans les années 1940.
Le 22 février 1977, une partie du stade s'effondre le lendemain d'un match de Coupe du Portugal. En raison de la vétusté, des infiltrations d'eau font céder un des piliers de soutien.